# Ponet e Sant Auban
Ponet-et-Saint-Auban és un municipi francès situat al departament de la Droma i a la regió d'Alvèrnia-Roine-Alps. L'any 2007 tenia 124 habitants.

## Demografia

### Població
El 2007 la població de fet de Ponet-et-Saint-Auban era de 124 persones. Hi havia 52 famílies de les quals 16 eren unipersonals (8 homes vivint sols i 8 dones vivint soles), 20 parelles sense fills, 12 parelles amb fills i 4 famílies monoparentals amb fills.
La població ha evolucionat segons el següent gràfic:
Habitants censats

### Habitatges
El 2007 hi havia 85 habitatges, 56 eren l'habitatge principal de la família i 28 eren segones residències. 82 eren cases i 3 eren apartaments. Dels 56 habitatges principals, 46 estaven ocupats pels seus propietaris i 10 estaven llogats i ocupats pels llogaters; 6 tenien dues cambres, 4 en tenien tres, 22 en tenien quatre i 25 en tenien cinc o més. 41 habitatges disposaven pel capbaix d'una plaça de pàrquing. A 27 habitatges hi havia un automòbil i a 26 n'hi havia dos o més.

### Piràmide de població
La piràmide de població per edats i sexe el 2009 era:
| Homes | Edats   | Dones |
| ----- | ------- | ----- |
| 0     | 95 o +  | 0     |
| 0     | 90 a 94 | 0     |
| 0     | 85 a 89 | 4     |
| 0     | 80 a 84 | 4     |
| 4     | 75 a 79 | 4     |
| 8     | 70 a 74 | 4     |
| 4     | 65 a 69 | 0     |
| 0     | 60 a 64 | 0     |
| 0     | 55 a 59 | 0     |
| 8     | 50 a 54 | 4     |
| 0     | 45 a 49 | 0     |
| 4     | 40 a 44 | 0     |
| 8     | 35 a 39 | 16    |
| 0     | 30 a 34 | 0     |
| 0     | 25 a 29 | 0     |
| 0     | 20 a 24 | 0     |
| 0     | 15 a 19 | 0     |
| 4     | 10 a 14 | 4     |
| 12    | 5 a 9   | 4     |
| 0     | 0 a 4   | 4     |

## Economia
El 2007 la població en edat de treballar era de 79 persones, 57 eren actives i 22 eren inactives. De les 57 persones actives 54 estaven ocupades (26 homes i 28 dones) i 3 estaven aturades (1 home i 2 dones). De les 22 persones inactives 12 estaven jubilades, 5 estaven estudiant i 5 estaven classificades com a «altres inactius».

### Ingressos
El 2009 a Ponet-et-Saint-Auban hi havia 57 unitats fiscals que integraven 134,5 persones, la mediana anual d'ingressos fiscals per persona era de 18.668 €.

### Activitats econòmiques
Dels 7 establiments que hi havia el 2007, 1 era d'una empresa de construcció, 1 d'una empresa d'hostatgeria i restauració, 3 d'empreses de serveis i 2 d'empreses classificades com a «altres activitats de serveis».
L'únic servei als particulars que hi havia el 2009 era una funerària.
L'any 2000 a Ponet-et-Saint-Auban hi havia 14 explotacions agrícoles que ocupaven un total de 182 hectàrees.

## Poblacions més properes
El següent diagrama mostra les poblacions més properes.